# Descampsiella
Descampsiella is een geslacht van rechtvleugeligen uit de familie Euschmidtiidae. De wetenschappelijke naam van dit geslacht is voor het eerst geldig gepubliceerd in 2008 door Özdikmen.

## Soorten
Het geslacht Descampsiella  is monotypisch en omvat slechts de volgende soort:
- Descampsiella annulipes (Descamps, 1964)